# Єлизавета Рената Лотаринзька
Єлизаве́та Рена́та Лотари́нзька (фр. Élisabeth Renée de Lorraine, нім. Elisabeth Renata von Lothringen, 9 жовтня 1574 — 4 січня 1635) — лотаринзька принцеса з дому де Водемон, донька герцога Лотарингії Карла III та французької принцеси Клод Валуа, перша дружина курфюрста Баварського Максиміліана I.

## Біографія
Народилась 9 жовтня 1574 року в Нансі. Була восьмою дитиною та п'ятою донькою в родині герцога Лотарингії та Бару Карла III та його дружини Клод Валуа. Мала старших братів Анрі, Шарля та Франсуа й сестер Крістіну, Антуанетту, Анну та Катерину.
Шлюб батьків був щасливим, однак вже наступного року матір померла під час пологів. Батько більше не одружувався, оскільки, за його словами, не міг більше знайти жінку подібних чеснот.

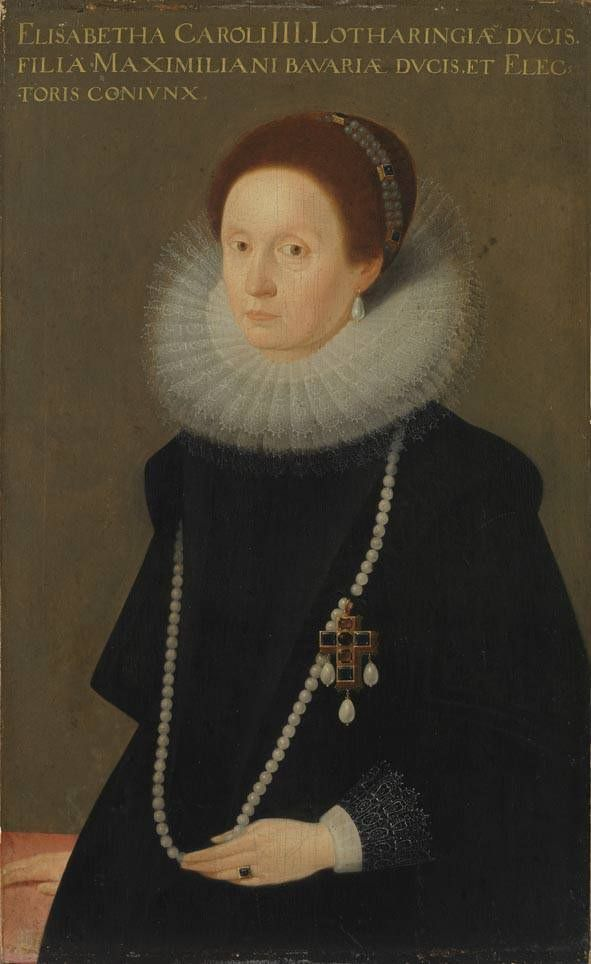
Портрет Єлизавети Ренати пензля Ніколауса Пруґера, Стара пінакотека

У 20-річному віці Єлизавета Рената стала дружиною 21-річного баварського принца Максиміліана, старшого сина герцога Баварії Вільгельма V. Весілля відбулося 6 лютого 1595 року в Нансі. Шлюб виявився бездітним, що дуже засмучувало принцесу. Коли вона вийшла заміж, то була життєрадісною і веселою, але з віком ставала дедалі більш меланхолійною та депресивною. Втім, чоловік ставився до неї з теплотою, і їхній шлюб був гармонійним. Пара поділяла схильність до релігії та благодійності.
У жовтні 1597 року Вільгельм V вирішив зректися трону на користь сина, і Максиміліан став правлячим герцогом Баварії. У лютому 1623 року він отримав від імператора землі Верхнього Пфальцу й реорганізував Баварію, також зробивши її курфюрством.
Чоловік не обтяжував Єлизавету політичними справами, і вона могла присвятити себе благодійності. Багато часу приділяла релігійним обов'язкам і була відома аскетичним способом життя.
Взимку 1634/1635 року, рятуючись від епідемії чуми, літнє подружжя знайшло притулок в абатстві Раншофен. Там курфюрстіна й померла 4 січня 1635 року. Була похована у крипті церкви Святого Михайла в Мюнхені. Серце зберігається окремо в урні в каплиці Благодаті в Альтеттінгу.